# 펠 (도시)

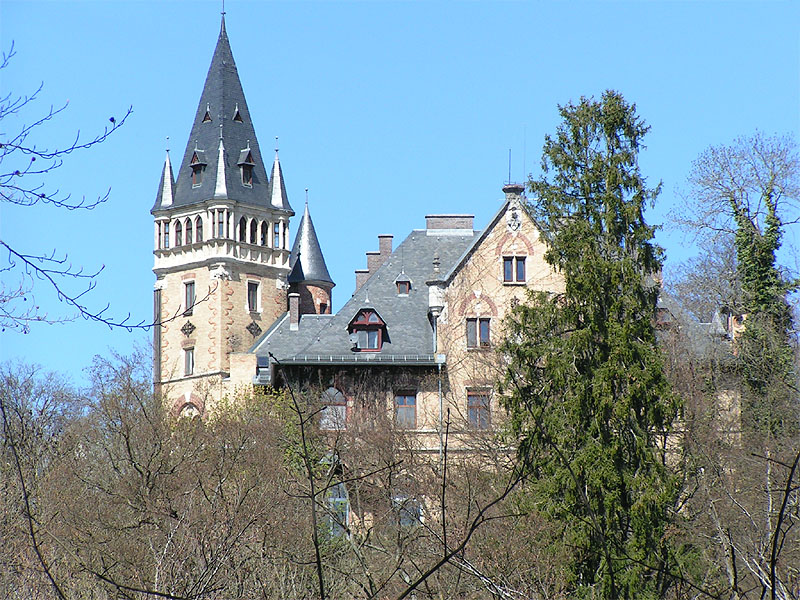
펠의 성

펠(Pähl)은 독일 바이에른주 바일하임-숑가우 지구에 위치한 지방 자치 단체이다. 뮌헨 남서쪽의 아머시 호수에 위치해 있다.